# Agabus ambulator
Agabus ambulator är en skalbaggsart som beskrevs av Régimbart 1895. Agabus ambulator ingår i släktet Agabus och familjen dykare. Inga underarter finns listade i Catalogue of Life.